# Shaggy 2 Dope
William Joseph "Joey" Utsler es un rapero, productor, DJ, luchador profesional y actor de los Estados Unidos. Artísticamente es conocido como Shaggy 2 Dope, miembro del dúo de hip hop horrorcore Insane Clown Posse (ICP). Él es el cofundador del sello discográfico Psychopathic Records, junto a su compañero de ICP Joseph Bruce (Conocido popularmente como Violent J), y su antiguo administrador Alex Abbiss. Asimismo, Utsler es junto con Bruce el cofundador de la promoción de lucha libre profesional Juggalo Championship Wrestling.

## Carrera musical

### Inicios de su carrera (1989–1991)
En 1989, Joseph Utsler (como Kangol Joe), Joseph Bruce (como Jagged Joe), y John Utsler (como Master J) formaron el grupo Boys JJ, lanzando su primer sencillo titulado "Party at the Top of the Hill". Sin embargo, el grupo no siguió una carrera seria en la música, por lo que al año siguiente el trío volvió a surgir como Inner City Posse, dando origen a los áliases de Violent J, 2 Dope, y John Kickjazz y popularizándose por cantar en clubes nocturnos locales. Siguiendo el lanzamiento de varios álbumes, el grupo contrató a Alex Abbiss (dueño de una tienda de discos musicales) como su manager, quien estableció el sello discográfico Psychopathic Records junto al grupo en 1991. Más tarde ese año el grupo lanzó el EP auto producido Dog Beats.

### Insane Clown Posse (1991–presente)
A finales de 1991, Inner City Posse tuvo un cambio radical en su estilo, vestuario y nombre. Su compañero Violent J tomó como inspiración un sueño que tuvo de un payaso corriendo por Delray, dando origen al nuevo nombre del grupo: Insane Clown Posse. Al regresar a casa esa noche, el rapero tuvo otro sueño en el cual espíritus de una feria ambulante se manifestaban frente a él—una imagen que terminaría sirviendo de base para la mitología detrás del Carnaval Oscuro (Dark Carnival), tal y como se detalla en la serie de álbumes Joker Cards. Las historias presentadas en esta serie tienen cada una la intención de dejar una moraleja, donde se anima al espectador a dejar atrás sus males antes de que "el final nos consuma a todos". El grupo musical además posee una base de seguidores notable por su tamaño y peculiaridades, conocidos como juggalos o juggalas. 
John Utsler dejó el grupo en 1992, y desde entonces Insane Clown Posse ha sido compuesta solo por Bruce y Utsler bajo el papel de los payasos malvados y homicidas Violent J y Shaggy 2 Dope. El dúo es conocido por componer música de estilo horrorcore, así como el carácter oscuro y violento de la letra de sus canciones y espectáculos en vivos. Insane Clown Posse recibió dos discos de platino y cinco discos de oro; y, según Nielsen SoundScan, en abril de 2007 el catálogo entero del grupo había superado las 6.5 millones de unidades vendidas en los Estados Unidos y Canadá.

### Carrera como solista (1994-2006)
En 1994, Utsler lanzó su primer álbum en solitario,Fuck Off !, contiene sólo cuatro temas. Su segundo álbum en solitario previsto,Shaggs The Clown, nunca fue publicado debido a problemas de muestreo. Después de casi 12 años de promoción, Utsler lanzó su segundo álbum en solitario,FTFO! (Fuck The Fuck Off!), en 2006.

### Goldies de Oro (1995)
Golden Goldies era un grupo de cómicos cuya letra se centró únicamente en oro. El grupo se componía de empleados de Psychopathic Regcords y amigos, Joseph Bruce (Golden Jelly), Joseph Utsler ( 'de oro D), Robert Bruce (Golden Gram), Billy Bill (Doble de Oro B), Alex Abbiss (Gold Rocks), Mike E. Clark (Gold Digger), Rich Murrell (Golden Warrior), Frank G (Golden Frank), Keith (Gold Teeth), Josh (Rold Gold), Kelly Eubanks (Gold Spud), Fink, el G East Side (Golden Toby), y Matt Mackalantie (Gold Spakalantie). <nombre ref = "BehindthePaint539" / > Su único LP,Nuggets Gimme Them Fuckin 'perra, o te Punch Your Face Fuckin, fue grabado en 1995 en un lapso de una semana, y no se dio a conocer.Goldies de Oro fue un proyecto elaborado por Insane Clown Posse para fines de entretenimiento. Para añadir más humor para el álbum, cada artista se le dio sólo cinco minutos para escribir sus versos, y sólo había una sola toma al registro, lo que dio lugar a algunos artistas desordenar sus líneas, y las letras que contiene "algunas cosas muy extrañas."

### Dark Lotus (1999-presente)
Formada en 1999, Dark Lotus cuenta con Bruce y Utsler de Insane Clown Posse, Jamie Spaniolo y Paul Methric de Twiztid y Chris Rouleau. Cada miembro se dice que "actúan como un pétalo de loto y se anunció que habrá seis miembros. Después de cambiar entre dos miembros de sesiones, Marz (rapero) y Anybody Killa, Dark Lotus decidió mantener el grupo de sólo cinco miembros.

### Psychopathic Rydas (1999-presente)
Psychopathic Rydas formada en 1999, y consta de psicópatas raperos a actuar bajo nombres artísticos alternativos en el estilo de la corriente principal gangsta rap.La formación actual del grupo está formado por Bruce (Bullet) , Utsler (Full Clip), Methric (Foe Foe), Spaniolo (Lil' Shank), Rouleau (Cell Block) y David Hutto (Yung Dirt).
Psychopathic Rydas reutiliza los ritmos de los raperos populares dentro del género sin tener que pagar para una licencia de las canciones originales o de solicitar el permiso de los titulares de derechos para usar la música, lo que efectivamente sus álbumes bootleg s Insane Clown Posse (1999). The Amazing Jeckel Brothers. Y que resulta en la liberación cada vez más difícil de encontrar en algunos mercados.

### Soopa Villainz (2002-2005)
Formada en 2002, consistió en Soopa Villainz Lavel (Sr. Heart), Bruce (Sr. Diamond), Esham (Mr. Spade) y Utsler ( 'Mr. Club'). El grupo hizo apariciones en Insane Clown Posse. Tras Esham y salida Lavel en Psychopathic Records en octubre de 2005, el grupo se disolvió.

## Carrera De Luchador Professional

### Inicio (1983-1986)
Utsler comenzó a luchar junto a su hermano Juan y con su amigo Joseph Bruce. Los tres se involucraron en Backyard Wrestling, y creó dos backyard por su promociónTag Team Wrestling, posteriormente rebautizado comoNational All-Star Wrestling.El trío organizó Nacional All-Star Wrestling's primer programa,NAW Wrestling Extravaganza, delante de los amigos y familiares. Entre otros, el show presentó a Bruce bajo el apodo de Darryl "Dropkick" Daniels, y Joey Utsler  'Rhino', y fue el NAW World Champion white Tiger. Utsler dejó la lucha libre después de involucrarse en la vida de las pandillas y la formación de Inner City Posse.

### Circuito Independiente (1990)
En 1990, Joseph Bruce comenzó una carrera en la lucha libre profesional, Bruce trajo a Joey Utlser con él entre los bastidores. En su primer evento, Bruce y Utsler conocieron a Rob Van Dam y a Sabu, en los dos primeros años se hicieron buenos amigos.

### Extreme Championship Wrestling (1997)
En agosto de 1997, Bruce recibió una llamada telefónica de los amigos de Rob Van Dam y Sabu.Se le preguntó si él y Utsler podrían aparecer en Extreme Championship Wrestling (ECW) en el pay-per-view (PPV) del programa, Hardcore Heaven. El dúo fue a Florida para discutir el contenido del programa de la ECW con Van Dam, Sabu, y Paul Heyman. Heyman se congratula de que Bruce y Utsler eran antiguos luchadores, lo que significa que pueden sorprender a la gente. Heyman también favorecía la idea de la utilización de Insane Clown Posse, ya que era poco probable que alguien sabría de la relación que el grupo con Van Dam y Sabu. Entonces, Van Dam y Sabu, Los principales Heel atacaron a Bruce y a Utsler. The Sandman, entró y los salvó de a Van Dam y Sabu con su Caña de Singapur.

### ICP's Strangle-Mania Live(1997)
Por ser los más ávidos fanáticos de lucha libre, Bruce y Utsler estaban fascinados por la colección de Hardcore Match de lo escandalosa lucha violenta de Japón.El dúo decidió crear una compilación de sus luchas favoritas, grabando anunciando su propio deporte en los personajes llamado'"Handsome" Harley Guestella, también conocido como "Gweedo"(Utsler) y Diamond alias Douglas Donovan "3D" (Bruce). El video fue lanzado a nivel nacional bajo el título de ICP's Strangle-Mania. El éxito del vídeo permite a Bruce y Utsler para alojar su propio espectáculo de lucha libre, llamado ICP's Strangle-Mania Live, para un rendimiento de entradas agotadas en el Ayuntamiento de San Andrés. El evento principal aparece Insane Clown Posse vs The Chiken Boys, que fueron interpretados por dos amigos de Bruce y Utsler. Dan Curtis , otros luchadores como Mad Man Pondo, 2 Tuff Tony, cabo Robinson, King Kong Bundy y Abdullah the Butcher fueron contratados también en el programa a luchar en el estilo mismo de la lucha a la muerte como se muestra en ICP's Strangle-Mania